# 法國文化協會

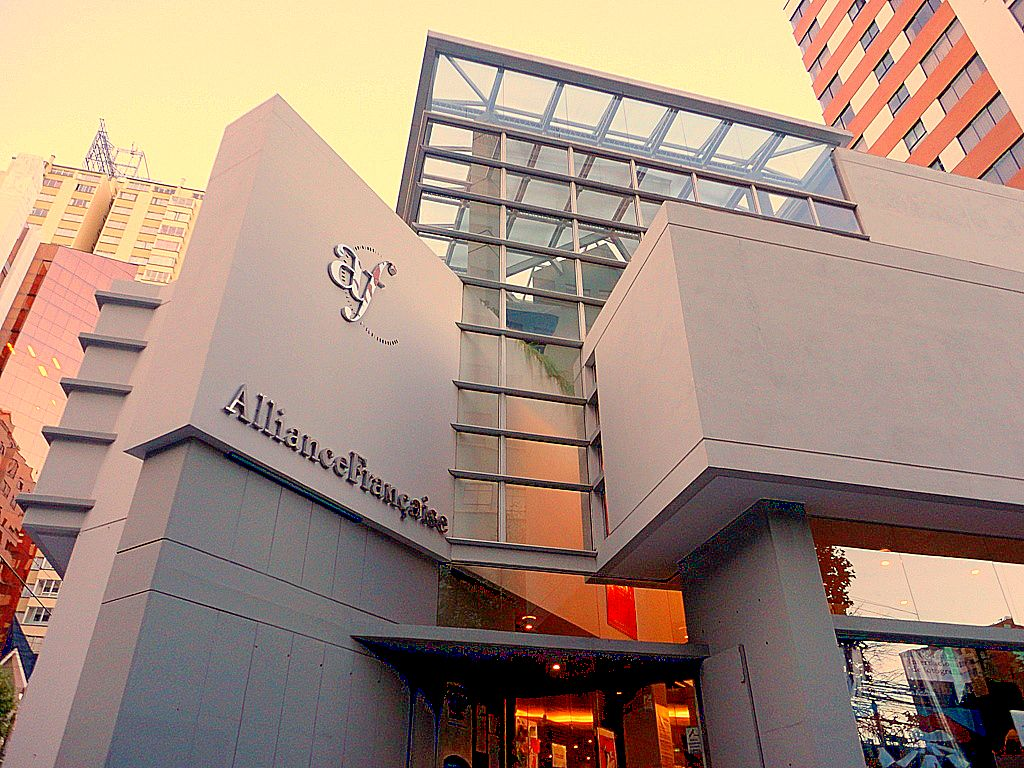
位於玻利維亞首都拉巴斯的法國文化協會

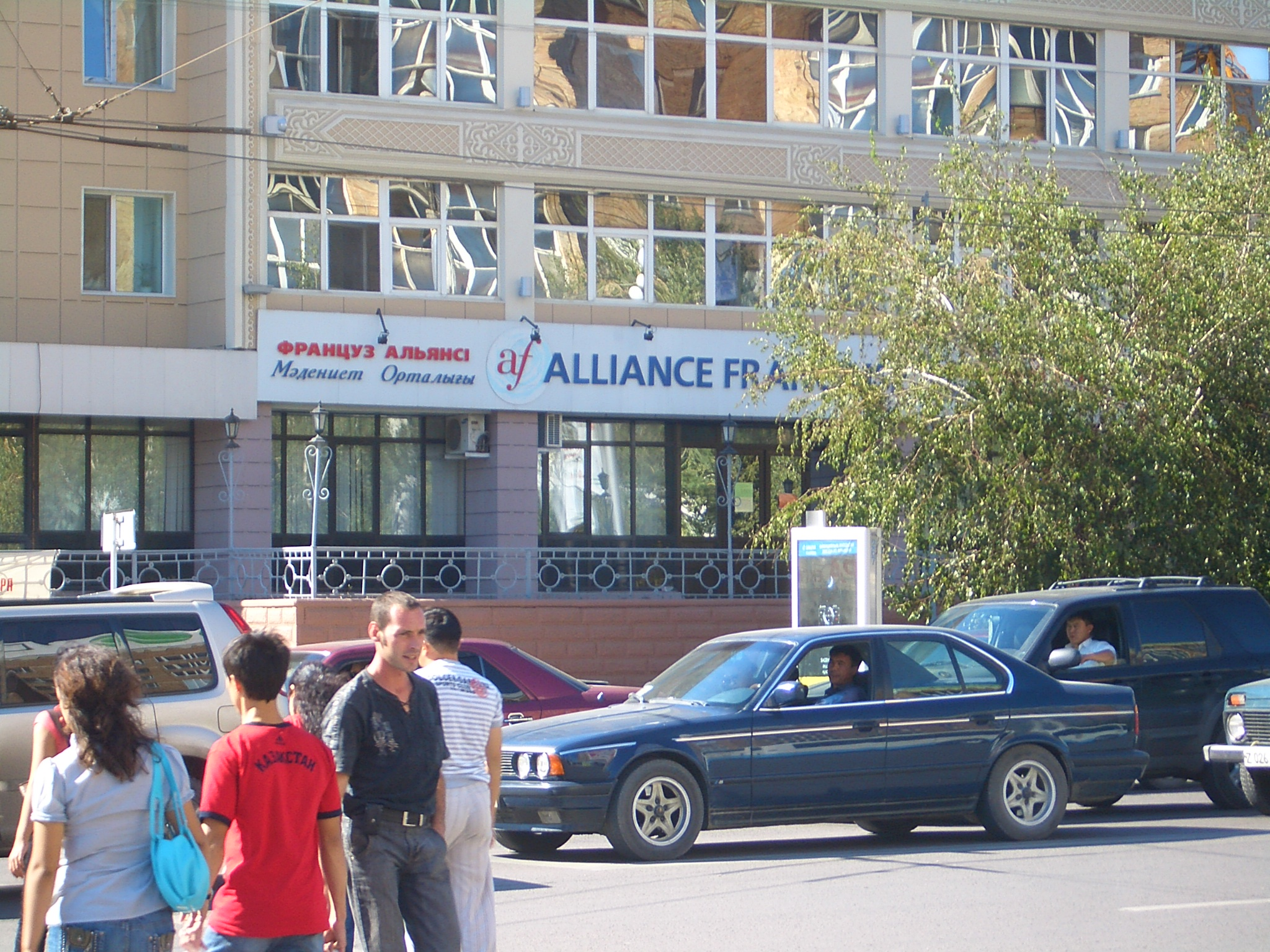
法国文化协会位於哈薩克斯坦阿斯塔納的
分部

（法語發音：[aljɑ̃s fʁɑ̃sɛz]）是於1883年7月21日由法國人創辦之非營利組織，專門推廣法语等法国文化，總部設於巴黎，並於全球133個國家，設有一千餘個同名組織或相關機構，其收入來源以法語課程收費和場地器材使用之租金為主，並接受法國政府財務上的補助，在台灣、香港及馬來西亞地区以“法國文化協會”為名，在中国大陆則以“法語聯盟”為名，在北京與法国教育国际协作署、法國文化中心、法语书店等機構互有合作。在中国大陆的北京、上海、廣州等地也有以法语教学為目標的“法语联盟”。

## 中國各地法語聯盟

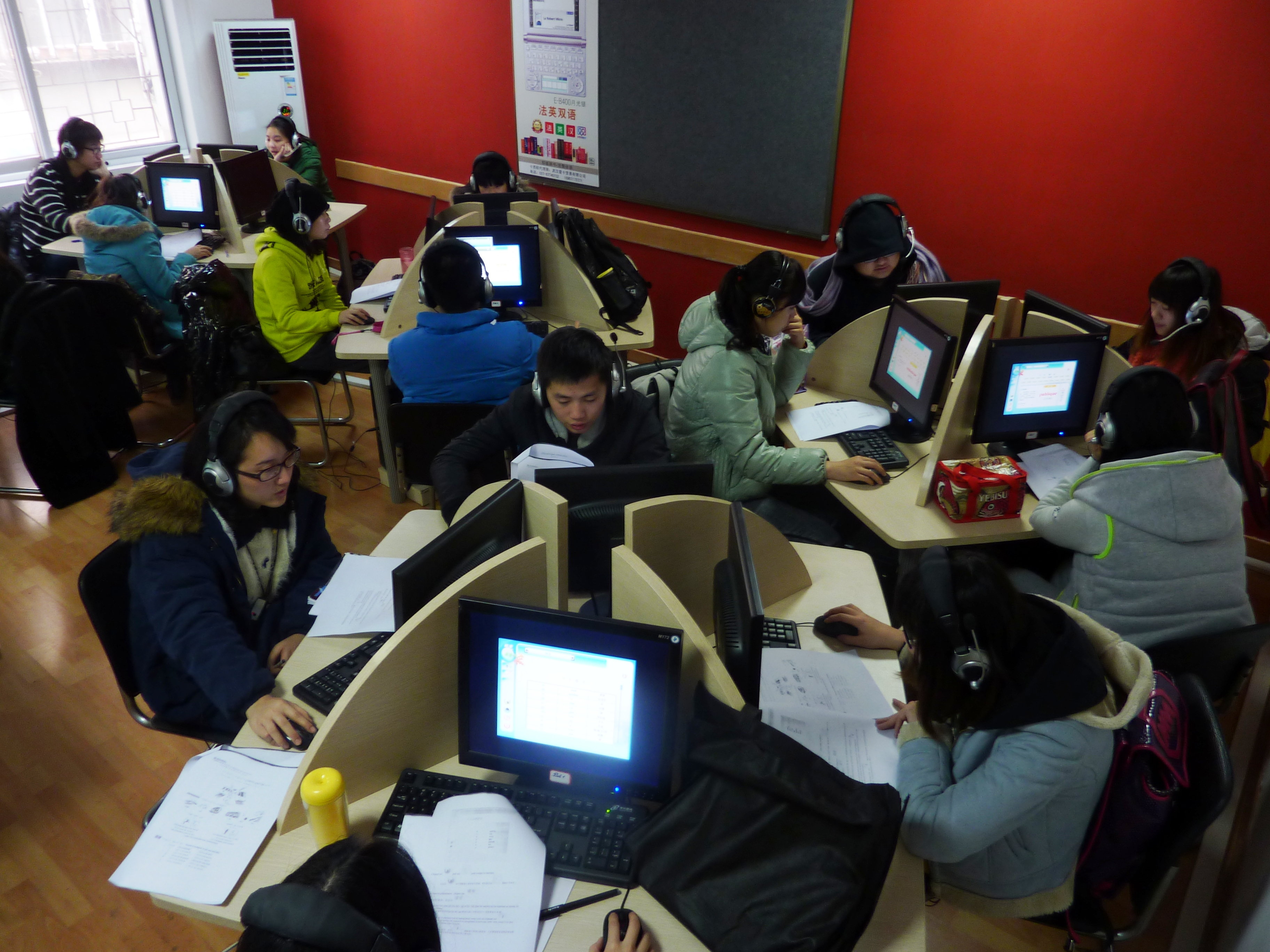
武汉法语联盟

（依照城市法語名稱音序排列）
- 廣州法语联盟
- 成都法语联盟
- 重慶法語聯盟
- 大連法語聯盟
- 杭州法語聯盟
- 香港法國文化協會
- 濟南法語聯盟
- 澳門法國文化協會
- 南京法語聯盟
- 北京法語聯盟
- 青島法語聯盟
- 上海法語聯盟
- 天津法語聯盟
- 武漢法語聯盟
- 西安法語聯盟

## 外部連結
- Bonjour 學校管理解答
- 法國文化協會（页面存档备份，存于）
- 台灣法國文化協會 （页面存档备份，存于）
- 法国文化联盟格勒诺布尔中心 （页面存档备份，存于）
- 法国文化中心(北京)
- 馬來西亞法國文化協會 （页面存档备份，存于）